# Potentilla chrysantha
Potentilla chrysantha là loài thực vật có hoa trong họ Hoa hồng. Loài này được Trevir. miêu tả khoa học đầu tiên năm 1818.